# Linarit
Linarit är ett sulfat- och bly-koppar-malmmineral med stark blå eller grön färg. Linarit är ganska ovanligt och kan förekomma i bly-kopparhaltiga områden eller lågtempererade hydrotermala mineraliseringar. Linarit kan vara svårt att skilja från kopparmineralet azurit.
Man kan hitta stora kristaller av mineralet i Grandreef- och Mammoth-St. Anthony gruvorna i Arizona i USA.
Linarit har fått namn efter Linares-platån i provinsen Jaén i Andalusien i Spanien. Linarit ska inte namnförväxlas med linneit som är en koboltsulfid.